# Sommer-Paralympics 2016/Teilnehmer (Zypern)
| stlisierte Goldmedaille | stlisierte Silbermedaille | stlisierte Bronzemedaille |
| ----------------------- | ------------------------- | ------------------------- |
| —                       | —                         | —                         |

Zypern entsendete zu den Paralympischen Sommerspielen 2016 in Rio de Janeiro zwei Athleten, einen Mann und eine Frau. 

## Teilnehmer nach Sportart

### Leichtathletik
Männer:
| Männer         |                 |           |     |   |   |       |   |   |
| Antonis Aresti | 400 m T45/46/47 | 50,42 sek | 3 Q | – | – | 50,07 | 6 | 6 |

### Schwimmen
Frauen:
| Männer               |                      |         |     |   |   |         |   |   |
| Karolina Pelendritou | 100 Meter Brust SB13 | 1;20,72 | 6 Q | – | – | 1:17,22 | 4 | 4 |